# Sainte-Florine
 Sainte-Florine  es una población y comuna francesa, situada en la región de Auvernia-Ródano-Alpes, departamento de Alto Loira, en el distrito de Brioude y cantón de Auzon.

## Demografía
| 3291 | 3625 | 3673 | 3335 | 3021 | 3002 |
| Para los censos de 1962 a 1999 la población legal corresponde a la población sin duplicidades (Fuente: INSEE [Consultar]) |      |      |      |      |      |

Es la comuna más poblada del cantón.